# Яромир Драган
Яромир Драган (словац. Jaromír Dragan, нар. 14 вересня 1963, Ліптовський Мікулаш) — чехословацький та словацький хокеїст, що грав на позиції воротаря. Грав за збірні команди Чехословаччини та Словаччини.

## Ігрова кар'єра
Професійну хокейну кар'єру розпочав 1986 року.
Протягом професійної клубної ігрової кар'єри, що тривала 15 років, захищав кольори команд «ВСЖ Кошице», «Слован» (Братислава) та чеський «Злін».
У складі збірної Чехословаччини став бронзовим призером Олімпійських ігор 1992 в Альбервілі, згодом виступав за збірну Словаччини на чемпіонатах світу та Олімпійських іграх 1994 в Ліллегаммері.

## Нагороди
- Чемпіон Чехословаччини в складі ВСЖ Кошице — 1988.
- Чемпіон Словаччини в складі ВСЖ Кошице — 1995, 1996.